# Зангишалы
Зангишалы́ (азерб. Zəngişalı) — село в Агдамском районе Азербайджана.

## Этимология
Есть три версии происхождения названия села. Первая версия — название происходит от ойконима «занги» и названия небольшого племени «шалы». Вторая версия — название происходит от названия небольшого племени «занги» и названия села Шелли, что значит «село Шелли, принадлежащее племени занги». Третья версия — название происходит от слов «занг» (звонок) и «чалын» (звенеть), так как через село ехали караваны, которым звонили из звонка.

## История
Первые упоминания села датированы серединой XIX века.
Село Зангашалы в 1913 году согласно административно-территориальному делению Елизаветпольской губернии относилось к Зангашалинскому сельскому обществу Шушинского уезда.
В 1926 году согласно административно-территориальному делению Азербайджанской ССР село относилось к дайре Хиндристан Агдамского уезда.
После реформы административного деления и упразднения уездов в 1929 году был образован Карадаглинский сельсовет в Агдамском районе Азербайджанской ССР.
В 1948-1950 годах в Зангишалах были достигнуты рекорды в областях зерноводства и хлопководства. Семеро жителей села были удостоены звания Героя Социалистического Труда.
Согласно административному делению 1961 и 1977 года село Зангишалы входило в Карадаглинский сельсовет Агдамского района Азербайджанской ССР.
В 1999 году в Азербайджане была проведена административная реформа и был учрежден Зангишалинский муниципалитет Агдамского района.

## География
Неподалёку от села протекает река Каркарчай.
Село находится в 19 км от райцентра Агдам в 28 км от временного райцентра Кузанлы и в 337 км от Баку.
Высота села над уровнем моря — 252 м.

## Население
| Численность населения | Численность населения | Численность населения |
| 1886                  | 1979                  | 1999                  |
| --------------------- | --------------------- | --------------------- |
| 319                   | ↗1700                 | ↗4300                 |

## Климат
В селе холодный семиаридный климат.

## Инфраструктура
В 2011 году в селе вырыт субартезианский колодец.